# Isel López
Pour les articles homonymes, voir López.
Isel López Rodriguez (née le 11 juillet 1970 à Santiago de Cuba) est une athlète cubaine spécialiste du lancer du javelot. 

## Biographie

### Palmarès
| Date | Compétition                              | Lieu          | Résultat | Performance |
| ---- | ---------------------------------------- | ------------- | -------- | ----------- |
| 1986 | Championnats du monde juniors            | Athènes       | 7e       | 53,00 m     |
| 1988 | Championnats du monde juniors            | Sudbury       | 2e       | 57,86 m     |
| 1991 | Universiade d'été                        | Sheffield     | 2e       | 62,32 m     |
| 1992 | Championnats ibéro-américains            | Séville       | 2e       | 55,80 m     |
| 1993 | Championnats CAC                         | Cali          | 1re      | 58,68 m     |
| 1993 | Jeux d'Amérique centrale et des Caraïbes | Ponce         | 1re      | 61,48 m     |
| 1994 | Coupe du monde des nations               | Londres       | 2e       | 61,40 m     |
| 1995 | Jeux panaméricains                       | Mar del Plata | 4e       | 57,26 m     |
| 1995 | Championnats du monde                    | Göteborg      | 7e       | 60,80 m     |
| 1996 | Jeux olympiques d'été                    | Atlanta       | 4e       | 64,68 m     |
| 1997 | Universiade d'été                        | Catane        | 1re      | 64,30 m     |
| 1998 | Goodwill Games                           | Uniondale     | 2e       | 63,72 m     |

### Records
| Épreuve           | Performance | Lieu      | Date        |
| ----------------- | ----------- | --------- | ----------- |
| Lancer de javelot | 61,66 m     | La Havane | 18 mai 1999 |